# Agrostis parvula
Agrostis parvula é uma espécie de gramínea do gênero Agrostis, pertencente à família Poaceae.